# Миросавлев, Милан
Милан Миросавлев (серб. Милан Миросављев; 24 апреля 1995, Врбас, Югославия) — сербский футболист, нападающий сербского клуба «Бухара».

## Карьера
Футбольную карьеру начал в 2012 году в составе клуба «Хайдук» Кула.
В 2016 году стал игроком черногорского клуба «Будучност» Подгорица.
В 2017 году подписал контракт с клубом «Войводина».
В начале 2019 года перешёл в казахстанский клуб «Иртыш» Павлодар.
Летом 2021 года перешёл в латвийский клуб «Лиепая». В чемпионате Латвии дебютировал 26 июня 2021 года в матче против «Метты», выйдя на замену.